# Santa Ana (Falcón)
Santa Ana – miasto w Wenezueli, w stanie Falcón, w gminie Carirubana.
Według danych szacunkowych na rok 2011 liczyło 8 947 mieszkańców.